# Nordmannsjøkelen
Nordmannsjøkelen és una glacera situada als municipis d'Alta i Hammerfest, a Finnmark, Noruega. Es troba a l'illa de Seiland, i està inclosa al Parc Nacional de Seiland. La glacera envolta la muntanya de Seilandstuva, que és el pic més alt de l'illa, i el pic més alt de Hammerfest.